# Conover (Karolina Północna)
Conover – miasto w Stanach Zjednoczonych, w stanie Karolina Północna, w hrabstwie Catawba.